# Liste des pays qui ne possèdent pas d'armée

États sans forces militaires
États sans armée permanente, mais avec des forces militaires limitées.

Cet article contient une liste des pays qui ne possèdent pas d'armée. 
En 2010, une trentaine d'États souverains peuvent être considérés comme ne possédant pas d'armée. La plupart de ces pays sont de petite taille et ont des populations n'excédant pas les 500 000 habitants. De fait, ils disposent soit d'un accord de défense avec un pays tiers qui précise que c'est l'armée d'un autre pays qui doit assurer sa défense en cas de nécessité (l'Islande, membre de l'OTAN, les Palaos ou les États fédérés de Micronésie ont des accords de défense avec les États-Unis), soit de petites forces paramilitaires (Maurice possède une force spéciale de 1 500 hommes). Tous ces pays possèdent en revanche des forces de police ou des forces paramilitaires comme des garde-côtes. Le Costa Rica et le Panama sont les deux pays les plus peuplés de cette liste, avec chacun plus de 4 millions d'habitants.

## Liste des États qui ne possèdent pas d'armée
- Andorre : depuis une convention tripartite en 1993, la défense du pays est assurée par la France ou l'Espagne en cas de menace ou de violation de son intégrité territoriale (le président de la République française est l'un des deux Coprinces d'Andorre)[1]. Il existe une petite unité d'intervention de la police (GIPA ou Grup d'Intervenció Policia d'Andorra) chargée de missions de contre-terrorisme et de libération d'otages[2].
- Îles Cook : bien qu'indépendantes, les Îles Cook ont conclu un accord de libre association avec la Nouvelle-Zélande ; leur défense et leur représentation diplomatique à l'étranger sont ainsi assurées par ce pays. Cet accord prévoit toutefois que les Îles Cook doivent donner leur accord préalable[3].
- Dominique : la défense du pays est assurée par le système de sécurité régionale regroupant divers pays des Caraïbes[4].
- Grenade : depuis l'invasion par les États-Unis en 1983, le pays n'a plus d'armée. La défense du pays est assurée par le système de sécurité régionale regroupant divers pays des Caraïbes[4]. La police possède une petite unité paramilitaire pour les interventions internationales[5].
- Kiribati : les seules forces de défense autorisées par la constitution sont la police et les garde-côtes.
- Liechtenstein : dans les cas où la situation intérieure ou extérieure l'exige, une armée peut être levée qui doit réunir l'ensemble des citoyens majeurs âgés de moins de 60 ans. Les conditions de la création d'une telle force sont fixées par la loi. En dehors de ces circonstances exceptionnelles, aucune force armée ne peut être maintenue[6]. Une aide à la défense est fournie par l'Autriche et la Suisse dans le cadre d'un accord informel entre les trois pays.
- Îles Marshall : la défense du pays est assurée par les États-Unis.
- États fédérés de Micronésie : dans les États fédérés de Micronésie, la FSM National Police (en) maintient une unité de garde-côtes légèrement armés et dotés de deux patrouilleurs de classe Guardian (en). La défense du pays est assurée par les États-Unis par le biais du Traité de libre-association[7],[8].
- Nauru : pas d'accords de défense connus, mais de forts liens avec l'Australie.
- Palaos : la défense du pays est assurée par les États-Unis en vertu du Traité de libre-association en vigueur pour une période de 50 ans à partir de 1994. Le pays possède une force de police (en) comprenant une unité de garde-côtes, équipée d'armes légères et de patrouilleurs[9],[10].
- Saint-Christophe-et-Niévès : la défense du pays est assurée par le système de sécurité régionale regroupant divers pays des Caraïbes[4]. Toutefois, le pays possède une unité paramilitaire chargée de la défense du pays (voir Saint Kitts and Nevis Defence Force).
- Sainte-Lucie : la défense du pays est assurée par le système de sécurité régionale regroupant divers pays des Caraïbes[4]. La police royale de Sainte-Lucie comprend deux unités paramilitaires de 116 hommes : une unité de garde-côtes et le Special Service Unit qui sont responsables de la sécurité interne[5],[11].
- Niue : l'île a conclu un accord de libre association avec la Nouvelle-Zélande ; sa défense et sa représentation diplomatique à l'étranger sont ainsi assurées par ce pays. Cet accord prévoit toutefois que Niue doit donner son accord préalable[3].
- Saint-Vincent-et-les-Grenadines : la défense du pays est assurée par le système de sécurité régionale regroupant divers pays des Caraïbes[4]. Le pays possède une unité d'intervention.
- Samoa : depuis un traité d'amitié signé en 1962, la Nouvelle-Zélande est responsable de la défense du pays. En outre, la police (en) opère une petite unité de garde-côtes (Maritime Surveillance Unit) équipée d'armes légères ainsi que d'un patrouilleur de classe Guardian (en)[12].
- Îles Salomon : Royal Solomon Islands Police Force (en), l'archipel a connu un important conflit ethnique entre 1998 et 2006. Plusieurs pays du Pacifique sont intervenus pour rétablir l'ordre.
- Tuvalu : le pays ne possède pas d'armée. La police comprend une unité de garde-côtes qui possède des armes légères et un patrouilleur de classe Guardian (en) (le Te Mataili II (en)). L'Australie assure sa défense depuis 2023, dans le cadre de l'accord Falepili[13].

## Liste des États sans armée mais avec une force militaire limitée
- Costa Rica : le pays ne possède pas de force armée. Il s'agit du premier pays à avoir supprimé son armée[pas clair], en 1949, avant de proclamer en 1983 sa « neutralité active »[14].
- Islande : la défense du pays est assurée par un traité avec les États-Unis. L'Islande possède une unité paramilitaire qui participe aux missions de l'ONU de maintien de la paix et une unité de garde-côtes qui est notamment intervenue lors de la guerre de la morue. Enfin, le pays est membre de l'OTAN et peut donc bénéficier de l'assistance militaire de ses pays membres, de même qu'il a signé un traité de coopération dans le domaine de la défense avec la Norvège[15].
- Maurice : le pays ne possède pas d'armée. Les missions militaires, policières et de sécurité sont menées à bien par un service de 10 000 hommes. Parmi ceux-ci figurent les 8 000 hommes de la police nationale, les 1 500 hommes de la force mobile spéciale et 500 garde-côtes. Ces deux dernières forces sont des unités paramilitaires équipées d'armes légères (voir Domaine militaire de Maurice)[16],[17],[18].
- Monaco : la principauté monégasque entretient une compagnie paramilitaire qui participe aux opérations de sécurité publique sur le territoire. Autrement, sa défense est assurée par la France, dans le cadre d'un accord d'amitié et de coopération amendé en 2002, et qui stipule en son premier article que la République française lui assure la défense de son indépendance et de sa souveraineté dans les mêmes conditions que son propre territoire. Dans ce cadre, l'article 4 prévoit que sur demande du prince, la France peut faire pénétrer sur le territoire monégasque tout moyen utile à sa défense. La France peut faire jouer cette clause unilatéralement en cas de menace immédiate sur la souveraineté du territoire monégasque ou en cas d'interruption du fonctionnement régulier des pouvoirs publics.
- Panama : le pays a dissous son armée en 1990, une décision unanimement confirmée par un vote parlementaire en 1994. Les forces publiques panaméennes comprennent la police nationale, le service national des frontières, le service national aéronaval et le service de protection institutionnel qui possède quelques capacités militaires[19],[20].
- Vanuatu : l'archipel ne possède pas d'armée. Toutefois, une force paramilitaire (la Force Mobile du Vanuatu) comprend 300 hommes et est chargée de la sécurité intérieure du pays aux côtés de la police[21],[22].

## États démilitarisés ayant reconstitué une armée
- Haïti : le pays a dissous son armée en 1995. La police haïtienne, en particulier son unité d'intervention, est chargée d'assurer la défense nationale. Toutefois, le président Michel Martelly a fait part en 2012 de son intention de ressusciter l'armée haïtienne[23]. En 2014, les premiers éléments de la nouvelle armée commencent à se mettre en place[24]. Avec l'arrivée au pouvoir du président Jovenel Moïse, l'armée d'Haïti a été remobilisée[25].

## Cas particuliers
- Japon : l'article 9 de la constitution japonaise déclare que le Japon renonce à la guerre. Cependant, il dispose depuis 1954 (à la suite de la guerre de Corée) d'une force d'auto-défense (JSDF). Depuis la participation de troupes japonaises à la coalition lors de la deuxième guerre du Golfe en 2004, la politique de défense du pays s'est modifiée et la force aérienne d'autodéfense a été dotée d'avions ravitailleurs augmentant considérablement le rayon d'action des avions de chasse et remettant en cause le statut d'armée défensive de la JSDF.

## Sources
- Christophe Barbey, La non-militarisation et les pays sans armée : une réalité, APRED, Suisse, 2001.
- (en) Christophe Barbey, Non-militarisation: Countries without Armies : Identification Criteria and First Findings, Mariehamn [Finland], The Åland Islands Peace Institute, coll. « Working Papers from the Åland Islands Peace Institute », octobre 2015, 52 p. (lire en ligne).